# Красний Городок (Семенівський район)
Красний Городок — колишнє село в Україні, Семенівському районі Чернігівської області. Підпорядковувалось Орликівській сільській раді.
Розташовувалося за 7 км на північ від Орликівка, на висоті 160 м над рівнем моря. 
Станом на 1985 рік згадане вже як урочище Красний Городок, жителі на той час переселилися у інші поселення. 3 грудня 1986 року Чернігівська обласна рада зняла село з обліку.
Територія колишнього села майже повністю заросла лісом, на місцевості вгадується колишня вулиця.